# Luceto
Luceto (Luxéi in ligure)  è una località del comune di Albisola Superiore, in provincia di Savona, posta sulla riva sinistra del torrente Sansobbia lungo la strada provinciale 2 che collega il centro albisolese alla frazione di Ellera.
Nata come piccola borgata di contadini intorno alla settecentesca chiesetta della Madonna del Carmine, ha subito un forte incremento edilizio a partire dai primi anni ottanta del XX secolo come zona residenziale. Ormai unita urbanisticamente ad Albisola, è divenuta ultimamente un importante polo sportivo, con la costruzione delle piscine e, sulla sponda opposta del Sansobbia, del campo da golf.
Nella moderna parrocchiale di San Matteo è allestito un presepe permanente che riproduce la piana albisolese così come si presentava nei primi anni del Novecento.

## Galleria d'immagini

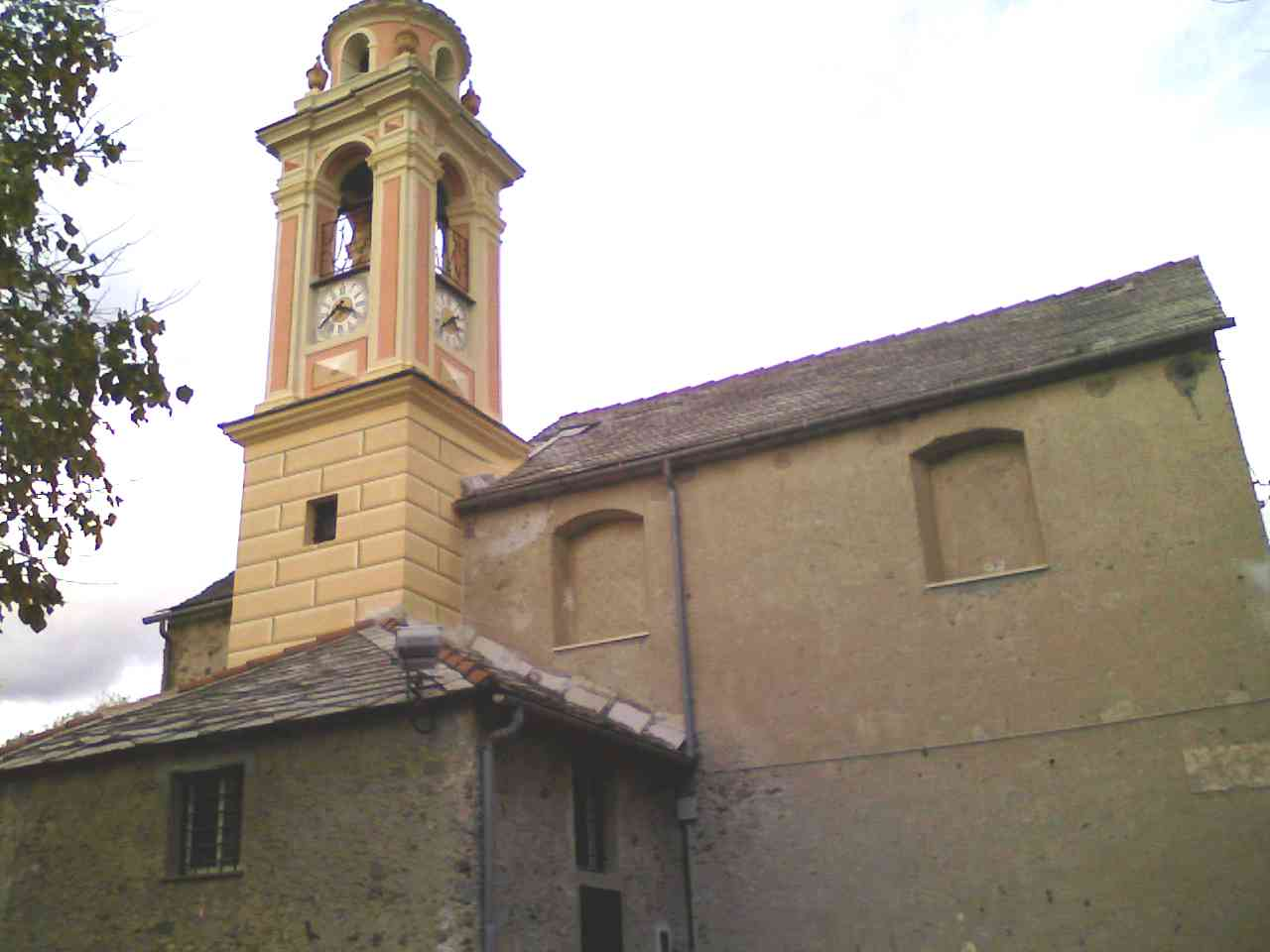
La chiesetta della Madonna del Carmine
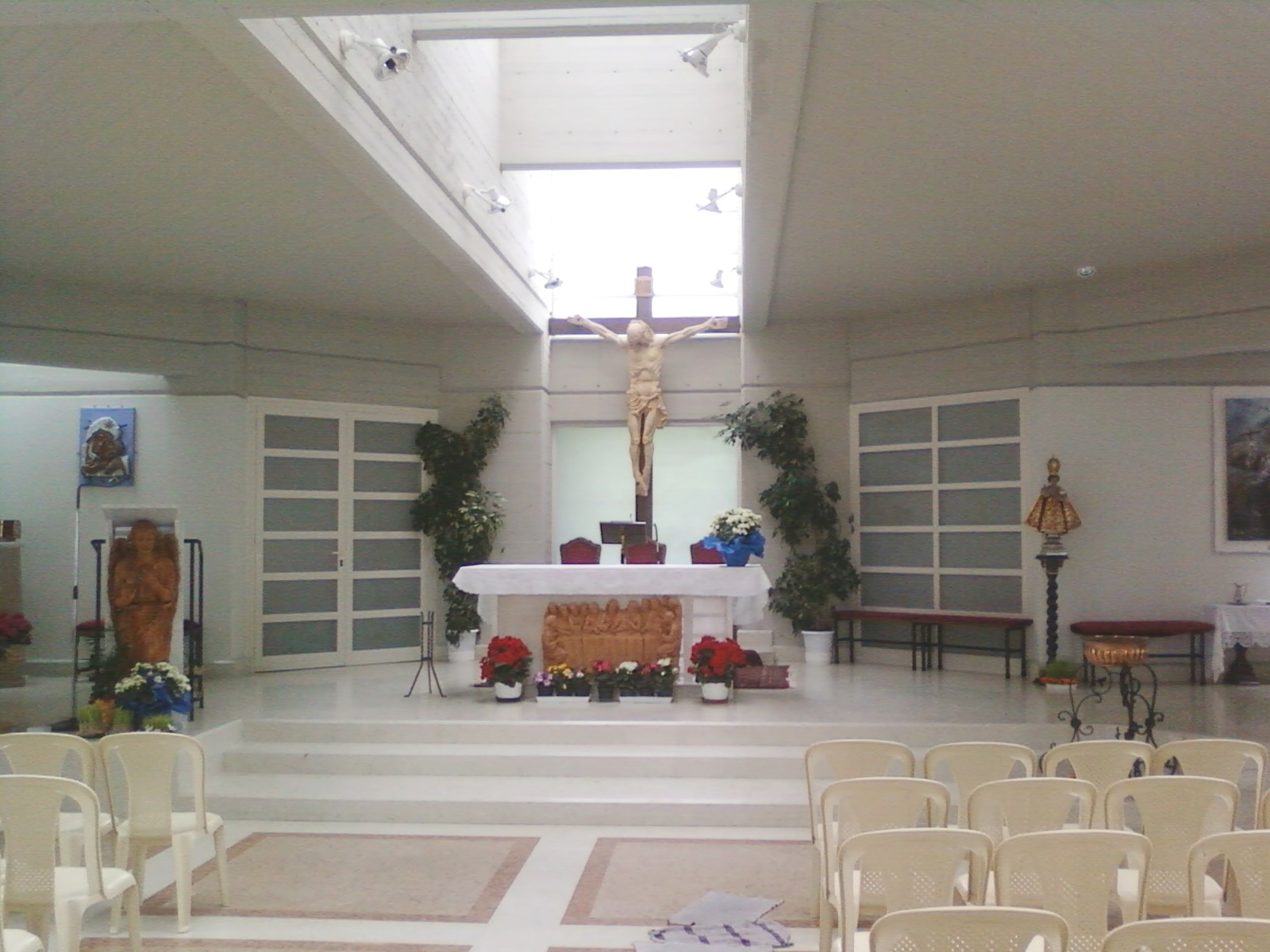
Interno della parrocchiale di San Matteo